# Én és a lovagom
Az Én és a lovagom (eredeti cím: My Knight and Me) francia-belga 3D-s számítógépes animációs sorozat. Gyártói a TeamTO és Thuristar. A főszerepben Jules de Jongh, David Gasman és Kaycie Chase hangja hallható. A sorozat rendezője Joeri Christiaen, a zeneszerzők Jan Duthoy és Frederik Segers. Eredeti sugárzása 2016. augusztus 28-án kezdődött el, egy epizód játékideje 11 perc. Mind az eredeti, mind a magyar adója a Boomerang.

## Történet
Egy hatalmas országban, Hősországban gyakoriak a paranormális események, például a boszorkánytámadások. A királyság reménye Narancs Henri, egy kitartó lovag, aki igyekszik legyőzni a különféle nem mindennapi, veszélyt jelentő teremtményeket, így a boszorkányokat és a szörnyeket. Bár jó fegyverekkel és jó érzékekkel rendelkezik, egyedül mégsem tud helytállni, ezért fia, a bajkeverő, de jó szándékú Jimmy, valamint barátnője, Catherine hercegnő követik a lovagot a szörnyekkel vívott csatákba.

## Szereplők

### Fontosabb karakterek
| Szereplő                     | Eredeti hang | Magyar hang     |
| ---------------------------- | --- | --------------- |
| Narancs Henri (Henry Orange) | David Gasman | Zámbori Soma    |
| Narancs Henri (Henry Orange) | A kitartó lovag, Jimmy apja. Ő védi meg a királyságot a szörnyektől és az általuk okozott gondoktól. Mindig számíthat fiára, aki – gyakran a tudtán kívül – követi őt a csatába.                    |                 |
| Narancs Jimmy (Jimmy Orange) | Jules de Jongh | Baráth István   |
| Narancs Jimmy (Jimmy Orange) | Henri bátor fia, Catherine hercegnő barátja. Tud apja vakmerőségéről, ezért ha lehet, titkon segíti őt. Ő inkább a vakmerőség helyett megtervezi a harcokat. Nagyon bedühödik, ha valaki lenézi őt. |                 |
| Catherine "Cat"              | Kaycie Chase | Tamási Nikolett |
| Catherine "Cat"              | A királyság hercegnője, Jimmy barátnője. Catherine (Cat) nagyon vadóc, fiús hercegnő. Szintén követi Henrit, ha az harcolni megy.                                                                   |                 |

### Visszatérő karakterek
| Szereplő                                      | Eredeti hang | Magyar hang                                                                 |
| --------------------------------------------- | --- | --------------------------------------------------------------------------- |
| Királynő (Queen)                              | Jules the Jongh | Németh Kriszta                                                              |
| Királynő (Queen)                              | Cat anyja, a legmagasabb rangú ember a királyságban. A lánya, Cat, igyekszik eltitkolni a kalandjait előle.                                                                                |                                                                             |
| Vörös lovag (Knight of Red)                   | David Gasman | Sarádi Zsolt                                                                |
| Vörös lovag (Knight of Red)                   | Egy edző típusú lovag, tesitanár, aki sípot hord magánál. |                                                                             |
| Perlin                                        | TBA | Pálfai Péter                                                                |
| Perlin                                        | A királyság mágusa, a gyerekeknek ő tanítja a varázslástant. |                                                                             |
| Colbert                                       | TBA | Barbinek Péter                                                              |
| Colbert                                       | Apró szemüveges férfi, aki a lovagi iroda vezetője. Kapott lovagi képzést, de apró mérete és félőssége miatt nem felelt meg az elvárásoknak.                                               |                                                                             |
| Villám Ronny (Ronny Flash)                    | Kaycie Chase | Szalay Csongor                                                              |
| Villám Ronny (Ronny Flash)                    | Egy fiatal fiú, aki egy epikus, rezidens hírriporter. |                                                                             |
| Kútfő kisasszony (Lady Fontaine)              | Harriet Carmichael | Menszátor Magdolna                                                          |
| Kútfő kisasszony (Lady Fontaine)              | Cat tanára a Hercegnők Iskolájában. Őt gyakran idegesíti Cat viselkedése. |                                                                             |
| Cynthia                                       | Harriet Carmichael | Szabó Luca                                                                  |
| Cynthia                                       | Egy hercegnő Cat osztályában. Általában Lance partnere, amikor az apródoknak és a hercegnőknek közös órájuk van.                                                                           |                                                                             |
| Kurt                                          | TBA | Nagy Gereben (1. rész), Ács Balács (26. rész), Járai Máté (36. és 52. rész) |
| Kurt                                          | Jimmy és Lance egyik apród társa, akit Lance gyakran piszkál. |                                                                             |
| Bjorn                                         | TBA | Berkes Bence                                                                |
| Bjorn                                         | Egy fiatal sárkány, a gonosz Rossz Jack fia. Apjától ellentétben nem mutat valós ellenségeskedést a nép ellen, s a barátja Jimmy-nek és Cat-nek, néha segít is nekik. Egy kicsit félős.    |                                                                             |
| Fehér Wilfreid (Wilfreid White)               | Christopher Regland | Dolmány Attila                                                              |
| Fehér Wilfreid (Wilfreid White)               | Egy egoista lovag, aki többet törődik a kinézetével, mint a lovagi feladatai elvégzésével. Ő Lance nagybátyja, s megveti Henrit az unokaöccsével, Jimmy-vel együtt.                        |                                                                             |
| Fehér Lance (Lance White)                     | Christopher Ragland | Előd Álmos                                                                  |
| Fehér Lance (Lance White)                     | Wiflreid unokaöccse és Jimmy riválisa. Egy gazdag, elkényeztetett fiú, aki örömét leli Jimmy megalázásával, különösen, ha ő vagy Henri kínos helyzetbe keveredik.                          |                                                                             |
| Elátkozott Erdő Banyája (Cursed Forest Witch) | Jules de Jongh | Sági Tímea                                                                  |
| Elátkozott Erdő Banyája (Cursed Forest Witch) | Egy gonosz boszorkány, akit a királynő száműzött az Elátkozott erdőbe. Arra törekszik, hogy sötét varázslattal átvegye az uralmat a királyság felett.                                      |                                                                             |
| Rossz Jack (Bad Jack)                         | David Gasman | Schneider Zoltán                                                            |
| Rossz Jack (Bad Jack)                         | A legfélelmetesebb sárkány, Jimmy, Cat és Henri gyakori ellensége. |                                                                             |
| Fekete patkányok (Black Rats)                 | Christopher Ragland | Bácskai János (Vörös), Markovics Tamás (Kék)                                |
| Fekete patkányok (Black Rats)                 | Egy csapat embernagyságú antropomorf patkány. A csapattagok szutykos páncélt és színes maszkot viselnek. Gyakran fenyegetik az utazókat, akár önszántukból, vagy a boszorkány biztatására. |                                                                             |
| Küklopsz (Cyclops)                            | Christopher Ragland | Gacsal Ádám                                                                 |
| Küklopsz (Cyclops)                            | Egy félszemű óriás, aki alkalmilag fenyegeti a népet, önszántából, vagy az elátkozott erdei boszorkány szolgájaként.                                                                       |                                                                             |
| Sziklaszörny (Rock Monster)                   | TBA | Bartók László                                                               |
| Sziklaszörny (Rock Monster)                   | Egy majomszerű lény élő sziklából, aki köveket eszik. |                                                                             |
| Zerlin                                        | TBA | Fazekas István                                                              |
| Zerlin                                        | Zerlin, más néven Bathagalflupe, Perlin bátyja és egy gonosz varázsló, aki uralkodni akar Hősország felett.                                                                                |                                                                             |
| Mérgezett Alma Boszi (Poison Apple Witch)     | Jules de Jongh | Hámori Eszter                                                               |
| Mérgezett Alma Boszi (Poison Apple Witch)     | Egy másik boszorkány, aki hasonlít az Elátkozott Erdő Banyájához. |                                                                             |
| Lovagok (Knights)                             | TBA | Galbenisz Tomasz                                                            |
| Lovagok (Knights)                             | Azok, akik védik a királynőt és az országot. Az arcuk sosem látható a sisakjuk miatt. |                                                                             |
| George                                        | TBA | Gardi Tamás                                                                 |
| George                                        | A királynő inas lovagja. |                                                                             |

## Epizódok
| #   | Eredeti cím                   | Magyar cím                         |
| --- | ----------------------------- | ---------------------------------- |
| 1.  | How to Save a Princess        | Hogyan mentsünk meg egy hercegnőt? |
| 2.  | The Cat and the Swan          | A félelmetes hattyú                |
| 3.  | Witch Hunters                 | Boszorkányvadászok                 |
| 4.  | Bad Bad Mandolin              | Csúnya, rossz Mandolin             |
| 5.  | Epic Ballroom                 | Hősi bálterem                      |
| 6.  | Fashion Victims               | Divatáldozatok                     |
| 7.  | Attack of the 50 ft Squire    | Az óriási apród támadása           |
| 8.  | The Helmet of Epic            | Hősies sisak                       |
| 9.  | The Challange                 | A kihívás                          |
| 10. | Queen's Guard                 | A királynő testőre                 |
| 11. | The Road Knight               | Úti lovag                          |
| 12. | Epic Traffic                  | Hősi forgalomirányító              |
| 13. | The Stinky Swamp Witch        | A bűzös mocsár banyája             |
| 14. | The Harvest Festival          | Szüreti fesztivál                  |
| 15. | Treause Map                   | Kincses kelepce                    |
| 16. | Guess Who's Coming for Dinner | Vacsoravendég                      |
| 17. | Fearless Colbert              | Colbert, a rettenthetetlen         |
| 18. | Cat's in the Bag              | Zsákbanyuszi                       |
| 19. | Talent Show                   | Tehetségkutató                     |
| 20. | The Good Jack                 | Jó Jack                            |
| 21. | Henry the Felon               | Henri, a fogoly                    |
| 22. | Epically Small                | Hősiesen pici                      |
| 23. | Ronny and the Rock Monster    | Ronny és a Sziklaszörny            |
| 24. | The Dragon Rider              | Sárkánylovas                       |
| 25. | Cease Fire                    | Tűzszünet                          |
| 26. | The Sorcerers                 | Varázslók                          |
| 27. | Parent / Children Day         | Szülő-gyerek nap                   |
| 28. | Lucky Tooth                   | Szerencsefog                       |
| 29. | Back to School                | Vissza a suliba                    |
| 30. | The Mean Team                 | Csalárd csapat                     |
| 31. | My Dad and Me                 | Az apám és én                      |
| 32. | Caught on Tape                | A felvétel                         |
| 33. | Red Dawn                      | Vörös hajnal                       |
| 34. | Not So Fast                   | Ne olyan gyorsan!                  |
| 35. | Princess Jimmy                | Jimmy hercegnő                     |
| 36. | Kurt the Shining Squire       | Kurt, a ragyogó apród              |
| 37. | Old Red                       | Öreg Lovag                         |
| 38. | Jimmy Works Out               | Jimmy izmos lesz                   |
| 39. | Sleeping Jack                 | Alvó Jack                          |
| 40. | The Return of the Swan        | A Hattyú visszatér                 |
| 41. | The Leak                      | A csőtörés                         |
| 42. | Who's The Squire              | Ki ez az apród?                    |
| 43. | Not So Angry Knight           | Nem túl mérges lovag               |
| 44. | Invisible Jimmy               | Láthatatlan Jimmy                  |
| 45. | Henri the Rockstar            | Henri, a rocksztár                 |
| 46. | Operation Apple Pie           | Almás pite hadművelet              |
| 47. | Mischief at Princess High     | Varrószakkör                       |
| 48. | Getting Cheesy                | Csak egy hercegnő                  |
| 49. | At Her Majestry's Service     | Őfelsége szolgálatában             |
| 50. | My Knight, My Dragon and Me   | Én, a lovagom és a sárkányom       |
| 51. | The Swan's Biggest Fan        | A Hattyú legnagyobb rajongója      |
| 52. | Epic Dream                    | Nagy álom                          |

## Magyar változat
A szinkront a Turner Broadcasting System megbízásából az SDI Media Hungary készítette.
- Magyar szöveg: Sík Laura
- Hangmérnök: Böhm Gergely (1-13. rész), Salgai Róbert (14-26. rész), Erdélyi Imre (27-52. rész)
- Vágó: Wünsch Attila (1-26. rész)
- Gyártásvezető: Molnár Melinda
- Szinkronrendező: Járai Kíra
- Produkciós vezető: Varga Fruzsina
- Főcímdal: Pál Tamás
- Végefőcím: Erdős Borcsa
- Bemondó: Endrédi Máté
- További magyar hangok: Beregi Péter, Bókai Mária, Halász Aranka, Kassai Károly, Kisfalusi Lehel, Nemes Takách Kata, Orosz Gergely, Réti Szilvia, Sipos Eszter Anna, Straub Martin, Szabó Andor